# Chaenopsis megalops
Chaenopsis megalops är en fiskart som beskrevs av Smith-vaniz 2000. Chaenopsis megalops ingår i släktet Chaenopsis och familjen Chaenopsidae. Inga underarter finns listade i Catalogue of Life.